# アナイ・サンチェス
アナイ・サンチェス（Anahí Sánchez、1991年7月21日 - ）は、アルゼンチンのプロボクサー。ブエノスアイレス州ペルガミーノ出身。元WBA女子世界フェザー級暫定王者。元IBF女子世界スーパーフェザー級王者。元WBA女子世界ライト級王者。元WBA女子世界スーパーライト級暫定王者。世界4階級制覇王者。

## 来歴
2013年11月15日、Lorena Noemi Gomez戦でデビューし、1回TKO勝利。デビュー6連勝。
2015年5月15日、Maria Soledad Caprioloとの南米女子スーパーフェザー級王座決定戦に臨み、1回KOで初タイトル獲得。デビュー10連勝まで伸ばす。
2015年8月14日、ペルガミーノでダイアナ・サンタナが持つWBA女子世界フェザー級暫定王座に挑戦し、3-0判定勝ちで暫定王座奪取に成功。
2015年11月14日、Ana Maria Lozanoを3回TKOで降し暫定王座初防衛に成功。
2016年3月19日、Areti MastrosdoukaとのIBF女子世界スーパーフェザー級王座決定戦に臨み、5回終了時に相手の棄権によりIBF王座獲得とともに2階級制覇達成。
2016年7月15日、Tamara Marianela Nuñezを2-0判定で降しIBF王座初防衛に成功。しかし、サンチェスのプロモーターが試合開催に必要な資格を取得していなかったため王座を剥奪された。
2016年12月17日、初の海外戦としてフィンランド・ヘルシンキにてエヴァ・ウォールストロームが持つWBC女子世界スーパーフェザー級王座に挑戦するが、0-3判定でプロ初黒星を喫し王座返り咲きならず。
2017年3月3日、Verena Crespoを1回TKOで退け再起成功。
2017年5月18日、フランス・パリにて、剥奪されたIBF女子世界スーパーフェザー級王座返り咲きを懸けてマイバ・アマドゥシェと対戦するが、4回TKOで敗れ王座返り咲きならず。
2017年7月14日、Maria Carina Britoを1回KOで降し再起成功。
2017年9月9日、WBA女子世界ライト級王座決定戦としてCecilia Sofia Menaと対戦、6回TKOで王座獲得し3階級制覇達成。
2017年10月28日、カーディフでケイティー・テイラーに挑戦する予定だったが、前日計量でサンチェスが体重超過したため計量失格となり王座剥奪、試合も10回0-3（90-99×3）判定で敗れた。
2018年2月9日、Ruth Stephanie Aquinoを5回KOで退け再起成功。
2018年4月20日、ダイアナ・アヤラとのWBA女子世界スーパーライト級暫定王座決定戦を1回KOで勝利し暫定王座獲得とともに4階級制覇達成。
2019年、レギュラー王座に昇格。
2019年5月25日、アメリカ・メリーランド州にてWBC王者ジェシカ・マッキャスキルとの王座統一戦に臨むが、0-3判定で王座陥落。
2019年11月9日、ロンドンでシャンテル・キャメロンと対戦するが、0-3判定負け。
2020年より国内で2戦連続TKO勝利。
2022年11月26日、サンディ・ライアンが持つWBC女子インターナショナルスーパーライト級王座に挑戦するが、0-3判定負け。
2023年7月15日、Yamila Reynosoに3-0判定勝利で南米女子スーパーライト級王座獲得。
2023年11月11日、Marisa Joanaに3-0判定勝利で南米王座初防衛。

## 戦績
- プロボクシング：41戦 34勝 (14KO) 7敗

| 戦           | 日付           | 勝敗 | 時間    | 内容    | 対戦相手                                 | 国籍           | 備考                                                    |
| ------------ | -------------- | ---- | ------- | ------- | ---------------------------------------- | -------------- | ------------------------------------------------------- |
| 1            | 2013年11月15日 | ☆    | 1R      | TKO     | ロレナ・ゴメス                           | アルゼンチン   | プロデビュー戦                                          |
| 2            | 2014年6月6日   | ☆    | 1R      | KO      | ロミナ・ロペス                           | アルゼンチン   |                                                         |
| 3            | 2014年7月25日  | ☆    | 4R      | 判定    | ジョアナ・サンチェス                     | アメリカ合衆国 |                                                         |
| 4            | 2014年8月22日  | ☆    | 4R      | 判定    | グロリア・ヤンカケオ                     | アルゼンチン   |                                                         |
| 5            | 2014年11月14日 | ☆    | 6R      | 判定    | ベティナ・ガリノ                         | アルゼンチン   |                                                         |
| 6            | 2015年2月20日  | ☆    | 4R      | 判定    | シルビア・サカリアス                     | アルゼンチン   |                                                         |
| 7            | 2015年5月15日  | ☆    | 1R      | KO      | マリア・カプリオロ                       | アルゼンチン   | FESUBOX女子スーパーフェザー級王座決定戦                 |
| 8            | 2015年6月12日  | ☆    | 6R      | 判定    | ナタリア・バネサ・デル・アギーレ         | アルゼンチン   |                                                         |
| 9            | 2015年7月4日   | ☆    | 4R      | 判定2-1 | タマラ・ヌニェス                         | アルゼンチン   |                                                         |
| 10           | 2015年7月17日  | ☆    | 1R      | TKO     | ジョアナ・サンチェス                     | アルゼンチン   |                                                         |
| 11           | 2015年8月14日  | ☆    | 10R     | 判定3-0 | ダイアナ・サンタナ                       | ドミニカ共和国 | WBA暫定・女子世界フェザー級タイトルマッチ               |
| 12           | 2015年11月14日 | ☆    | 3R 1:59 | TKO     | アナ・マリア・ロサノ                     | ベネズエラ     | WBA暫定防衛1                                            |
| 13           | 2016年3月19日  | ☆    | 5R 終了 | TKO     | アルテイ・マストロドカ                   | ギリシャ       | IBF女子世界スーパーフェザー級王座決定戦                 |
| 14           | 2016年7月15日  | ☆    | 10R     | 判定2-0 | タマラ・マリアネラ・ヌニェス             | アルゼンチン   | IBF防衛1                                                |
| 15           | 2016年12月17日 | ★    | 10R     | 判定0-3 | エヴァ・ウォールストローム               | フィンランド   | WBC女子世界スーパーフェザー級タイトルマッチ             |
| 16           | 2017年3月3日   | ☆    | 1R      | TKO     | べレナ・クレスポ                         | アルゼンチン   |                                                         |
| 17           | 2017年5月18日  | ★    | 4R      | TKO     | マイバ・アマドゥシェ                     | フランス       | IBF女子世界スーパーフェザー級タイトルマッチ             |
| 18           | 2017年7月14日  | ☆    | 1R      | KO      | マリア・カリナ・ブリト                   | アルゼンチン   |                                                         |
| 19           | 2017年9月9日   | ☆    | 6R      | TKO     | セシリア・ソフィア・メナ                 | アルゼンチン   | WBA女子世界ライト級王座決定戦                           |
| 20           | 2017年10月28日 | ★    | 10R     | 判定0-3 | ケイティー・テイラー                     | アイルランド   |                                                         |
| 21           | 2018年2月9日   | ☆    | 5R      | KO      | ルス・ステファニエ・アキノ               | アルゼンチン   |                                                         |
| 22           | 2018年4月20日  | ☆    | 1R      | KO      | ダイアナ・アヤラ                         | コロンビア     | WBA女子世界スーパーライト級暫定王座決定戦               |
| 23           | 2019年5月25日  | ★    | 10R     | 判定0-3 | ジェシカ・マッキャスキル                 | アメリカ合衆国 | WBA・WBC女子世界スーパーライト級王座統一戦 WBA暫定陥落  |
| 24           | 2019年11月9日  | ★    | 10R     | 判定0-3 | シャンテル・キャメロン                   | イギリス       |                                                         |
| 25           | 2020年12月18日 | ☆    | 3R 1:02 | TKO     | マリア・ソレダド・カプリオロ             | アルゼンチン   |                                                         |
| 26           | 2022年2月9日   | ☆    | 2R      | TKO     | ナタリア・アレハンドラ・ズレマ・フアレス | アルゼンチン   |                                                         |
| 27           | 2022年11月26日 | ★    | 10R     | 判定0-3 | サンディ・ライアン                       | イギリス       | WBCインターナショナル女子スーパーライト級タイトルマッチ |
| 28           | 2023年7月15日  | ☆    | 10R     | 判定3-0 | ヤミリア・レイノサ                       | アルゼンチン   | FESUBOX女子スーパーライト級タイトルマッチ               |
| 29           | 2023年11月11日 | ☆    | 10R     | 判定3-0 | マリサ・ジョアナ・ポルティージョ         | アルゼンチン   | FESUBOX防衛1                                            |
| 30           | 2024年4月19日  | ☆    | 10R     | 判定3-0 | エステファニア・カレン・アラニス         | アルゼンチン   | FESUBOX防衛2                                            |
| 31           | 2024年10月26日 | ☆    | 10R     | 判定3-0 | エリカ・フアナ・ガブリエラ・アルバレス   | アルゼンチン   | FESUBOX防衛3                                            |
| テンプレート |                |      |         |         |                                          |                |                                                         |

## 獲得タイトル
- 南米女子スーパーフェザー級王座
- WBA女子世界フェザー級暫定王座
- IBF女子世界スーパーフェザー級（防衛1=剥奪）
- WBA女子世界ライト級王座（防衛0=剥奪）
- WBA女子世界スーパーライト級暫定王座（防衛0=レギュラー王座に昇格）
- WBA女子世界スーパーライト級王座（防衛0）
- 南米女子スーパーライト級王座